# شبكة المدينة
شبكات المدينة (City networks) هي الاتصالات بين المدن (cities). ويمكن لهذه الشبكات أن تكون ذات طبيعة وأهمية مختلفة. في المفاهيم الحديثة (modern conceptions) للمدن، تلعب هذه الشبكات دورًا هامًا في فهم طبيعة المدن. ويمكن لشبكات المدينة أن تكون اتصالات مادية لأماكن أخرى، مثل سكك الحديد (railways)، القنوات (canals) أو رحلات مجدولة. وتوجد شبكة المدينة أيضًا في شكلٍ غير مادي، مثل التجارة أو الـتمويل (finance) العالمي أو الأسواق (markets) أو الهجرة أو الروابط الثقافية (cultural) أو المساحات الاجتماعية المشتركة أو التواريخ (histories) المشتركة. وهناك أيضًا شبكات ذات صبغة دينية (religious)، ولا سيما خلال الـحج (pilgrimage).
وحينئذ تعتبر المدينة نفسها نقطة التقاء حيث تعمل الشبكات المختلفة معًا. وبعض هذه الشبكات أكثر قوة من الأخرى، بالنسبة لشبكات التمويل العالمية التي تعتبر مهيمنة في الوقت الحالي. وقد تناقش بعض المفكرين المتحضرين بالفعل على أنه يمكن فهم المدن فقط إذا كان سياق اتصالات المدينة مفهومًا.
وقد قيل أن شبكات الـمدينة (city) هي عنصر أساسي لتعريف المدينة، جنبًا إلى جنب مع العدد الهائل من الناس (كثافة) وأسلوب الحياة الخاص بالمدينة.